# Anabarhynchus occidentalis
Anabarhynchus occidentalis är en tvåvingeart som beskrevs av Lyneborg 2001. Anabarhynchus occidentalis ingår i släktet Anabarhynchus och familjen stilettflugor. Inga underarter finns listade i Catalogue of Life.